# Scugnizzo

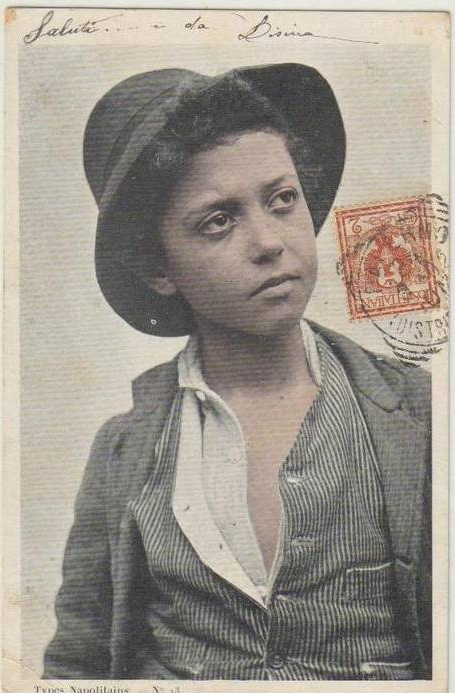
Un scugnizzo en el.

Scugnizzo (AFI: [ʃkuˈɲːiʦːə], plural scugnizzi) es una palabra napolitana, posteriormente entrada en uso también en el italiano, que indica  el «niño de la calle» napolitano.

## Historia
Los primeros testimonios del uso del término se remontan a 1895, cuando se registra su uso por parte de Ferdinando Russo: «En jerga, estos muchachos, que se lanzan descuidadamente por el camino de las cárceles y del arresto domiciliario, son denominados scugnizzi». En 1897 se publicaron unos sonetos de Russo titulados precisamente 'E scugnizze. Ferdinando Russo aclaró que se trataba de un término utilizado en el ámbito de la delincuencia napolitana, y se conocía ya en 1888. Los orígenes del término se han hecho remontar sin embargo a la época posterior a la unificación italiana en Turín. Según otras teorías, el término scugnizzo podía proceder del verbo latino excuneare («romper con fuerza»).

## Uso del término
En la cultura popular, la figura del scugnizzo, a pesar de que a menudo sea impertinente y maleducada, es percibida habitualmente como simpática y positiva: por esto ha sido escogido como protagonista o personaje de películas como L'ultimo scugnizzo (1938), Paisà (1946), Uno scugnizzo a New York (1984) y Scugnizzi (1989).
Giulia Civita Franceschi intentó revertir el estereotipo del scugnizzo con un proyecto educativo centrado en la reconstrucción de los afectos.